# Suchoi Su-9 (1947)
Die Suchoi Su-9 (russisch Сухой Су-9, Projektbezeichnung K, NATO-Codename Type 8) war ein sowjetisches Jagdflugzeug für den Frontbereich. Sie war das erste vom OKB Suchoi entwickelte Strahlflugzeug.
Diese Maschine ähnelte optisch der Messerschmitt Me 262, hatte mit dieser aber nur die Triebwerke gemein. Sie war ein zweistrahliger Tiefdecker mit ovalem Rumpf und bestand aus Metall, besaß trapezförmige Tragflächen und einen Bremsschirm. Das Bugrad war doppelt bereift.

## Geschichte
Die Su-9 entstand 1945/46 auf Forderung der Streitkräfte aus dem Jahr 1945. Ziel war es, den Rückstand bei Flugzeugen mit Strahltriebwerken möglichst schnell aufzuholen. Da eigene Triebwerke noch nicht zur Verfügung standen, wurden die Flugzeuge für die Nachbauten deutscher Triebwerke ausgelegt. Jakowlew baute in seine bewährte Jak-3 ein Luftstrahltriebwerk RD-10 (Jumo 004) statt des Kolbenmotors im Rumpfbug ein und schuf so die Jak-15. Die MiG-9 war eine Neukonstruktion und hatte zwei RD-20 (BMW 003) im Rumpfbug. Suchoi erhielt den Auftrag, sich bei der Entwicklung seines Projekts K an der deutschen Me 262 zu orientieren und dessen Konstruktion an die zu diesem Zeitpunkt verfügbaren technologischen Möglichkeiten der sowjetischen Industrie anzupassen. Er entschied sich mit Blick auf die geringe Standzeit der Triebwerke zum wartungsfreundlicheren Einbau unter den Tragflächen. So blieb im Rumpf auch genug Platz für große Treibstofftanks für die verbrauchsintensiven Triebwerke. Auch Messerschmitt, Heinkel oder Gloster gingen bei der Entwicklung ihrer ersten Strahljäger, der Me 262, der He 280 oder der Meteor denselben Weg. Anfangs wurde noch originale Jumo 004 verwendet, die später durch deren sowjetische Nachbauten RD-10 ausgetauscht wurden.
Die Sitzposition über den Tragflächen führt zu einer gewissen optischen Ähnlichkeit mit der Me 262. Die Su-9 hat bei genauerem Hinsehen aber nichts mit dieser gemein, da, wie bereits erwähnt, das Flugzeug nach dem Hauptpunkt der schnellstmöglichen Realisierbarkeit und nur unter Berücksichtigung  bereits bekannter aerodynamischer Gegebenheiten entwickelt wurde. So besitzt sie zum Beispiel mangels sowjetischer Erfahrungen in der Aerodynamik im Hochgeschwindigkeitsbereich anders als die Me 262 nur trapezförmige und keine gepfeilten Tragflächen (auch die He 280 und die britische Meteor besaßen noch keine Pfeilflügel). Aber auch bei Rumpfform und Fahrwerk unterscheiden sich die Typen signifikant. Die Me 262 hat einen dreieckigen Rumpfquerschnitt, die Su-9 einen ovalen.
Die Su-9 wies trotz der für hohe Geschwindigkeiten eher ungeeigneten Tragflächen bessere Flugleistungen als die Me 262 auf. Bei fast identischem Gewicht (die Su-9 war mit einer Leermasse von 4060 Kilogramm etwa 300 Kilogramm leichter) war sie etwas kleiner, flog aber 100 Kilometer weiter und 600 Meter höher als die Me 262. Die Höchstgeschwindigkeit lag ebenfalls höher und betrug 885 km/h in 8000 Metern Höhe (Me 262: 870 km/h in 6000 Metern Höhe). Die Su-9 war mit einer 37-mm-Kanone NR-37 und zwei 23-mm-Kanonen NS-23 bewaffnet. Als Jagdbomber war sie in der Lage, unter dem Rumpf entweder zwei 250-kg- oder eine 500-kg-Bombe mitzuführen.
Der Prototyp hatte einen Schleudersitz, einen Bremsschirm und eine hydraulische Steuerung, welche ein wegweisendes Novum bei einem Jäger war. Der Rumpf war eine Metallhalbschalenkonstruktion. Der Bau des Prototyps war am 18. September 1946 abgeschlossen und am 13. November des Jahres erfolgte der Erstflug durch Georgi Schijanow. Am 3. August 1947 wurde er während der Luftparade in Tuschino der Bevölkerung vorgestellt.
Für den Serienbau kam die Maschine zu spät, da sich die staatliche Abnahme bis zum 18. Dezember 1947 hinzog. Zu diesem Zeitpunkt befanden sich die MiG-9 und Jak-15 bereits in der Produktion. Ein beginnender Nachbau modernerer britischer Triebwerke ermöglichte es inzwischen, Flugzeuge mit stärkeren und standfesteren Triebwerken als den inzwischen veralteten Nachbauten deutscher Triebwerke zu versehen. Dies führte zur Weiterentwicklung der Su-9 über die Su-11 zur Su-13.
Da das Nachfolgemuster Su-11 (Projekt KL), nicht zu verwechseln mit der den NATO-Code Fishpot tragenden Suchoi Su-11, mit seinen in der Sowjetunion entwickelten Triebwerken Ljulka TR-1 bessere Leistungen versprach, wurde das Projekt Su-9 eingestellt. Die Entwicklung der Su-11 wurde danach aufgrund der inzwischen gesammelten aerodynamischen Erkenntnisse und der Unzuverlässigkeit der Triebwerke zugunsten der verbesserten Su-13 mit dem Nachbau der britischen Rolls-Royce Derwent RD-500-Triebwerke nicht weiter verfolgt. Die Su-13 wiederum wurde wegen der anlaufenden Produktion der MiG-15, Jak-23 und Il-28 nicht mehr getestet. Auch wurde recht willkürlich das Konstruktionsbüro Suchoi im November 1949 aufgelöst, so dass eine Erprobung gar nicht mehr stattfinden konnte.

## Technische Daten

Dreiseitenriss

| Kenngröße             | Daten                                                    |
| --------------------- | -------------------------------------------------------- |
| Besatzung             | 1 Pilot                                                  |
| Länge                 | 10,55 m                                                  |
| Flügelspannweite      | 11,20 m                                                  |
| Flügelfläche          | 20,2 m²                                                  |
| Leermasse             | 4.060 kg                                                 |
| Startmasse            | 6.100 kg                                                 |
| Flächenbelastung      | 315,8 kg/m²                                              |
| Leistungsbelastung    | 2,52 kg/kp                                               |
| Antrieb               | zwei RD-10                                               |
| Leistung              | je 8,9 kN                                                |
| Höchstgeschwindigkeit | 847 km/h in Bodennähe 895 km/h in 8.000 m Höhe           |
| Marschgeschwindigkeit | 657 km/h                                                 |
| Steiggeschwindigkeit  | 1.200 m/min                                              |
| Dienstgipfelhöhe      | 12.250 m                                                 |
| Reichweite            | 1.140 km                                                 |
| Bewaffnung            | zwei 23-mm-MK NS-23 eine 37-mm-MK NR-37                  |
| Abwurfmunition        | eine 500-kg-Bombe FAB-50 oder zwei 250-kg-Bomben FAB-250 |